# Minas (ville)
Pour les articles homonymes, voir Minas.
Minas est une ville d'Uruguay, capitale du département de Lavalleja. Sa population est de 38 446 habitants. Elle abrite la plus grande statue de cheval d'Amérique du Sud, celle du général José Artigas en commémoration de ce chef du XIXe siècle. Celle-ci couronne le Cerro Artigas au nord-est de la ville.
C'est la ville natale du général Juan Antonio Lavalleja ; pour cette raison, elle possède aussi une statue équestre de Lavalleja.
Charles Darwin y séjourna en août 1832 lors de son tour de monde.

## Histoire
La ville fut fondée par Rafael Pérez del Puerto en 1783, quand un nombre important d'émigrants de régions des Asturies et de la Galice vinrent s'installer en Uruguay. Son nom était alors Villa de la Concepción de las Minas.

## Population
Sa population urbaine est de 38 446 habitants.
| Année | Population |
| ----- | ---------- |
| 1853  | 1 925      |
| 1963  | 31 805     |
| 1975  | 35 225     |
| 1985  | 34 658     |
| 1996  | 37 146     |
| 2004  | 37 925     |

Sources,

## Jumelage
- Coro (Venezuela)
- Amiens (France), depuis 2010.

## Personnalités
- Sebastián Abreu, footballeur.
- Arturo Ardao, écrivain, philosophe et historien.
- René Borjas, footballeur.
- Juan Antonio Lavalleja, militaire et homme politique.
- Juan José Morosoli, écrivain.
- Ariel Muniz, écrivain et journaliste.
- Maximiliano Rodríguez Vecino, écrivain.
- Gustavo Trelles, ancien pilote de rallye.
- Jorge Zabalza, homme politique.

## Édifices remarquables
À cinq kilomètres du centre ville se trouve, sur le sommet de la colline du Verdún (es), le sanctuaire catholique Notre-Dame, qui est reconnu par la Conférence épiscopale de l’Uruguay comme sanctuaire national depuis le 15 avril 2010.